# Саруфуцу

45°19′50″ пн. ш. 142°6′32″ сх. д. / 45.33056° пн. ш. 142.10889° сх. д.
Саруфу́цу (яп. 猿払村, さるふつむら, МФА: [saɾuɸu̥t͡su t͡ɕoː]) — село в Японії, в повіті Соя округу Соя префектури Хоккайдо. Станом на 1 жовтня 2008 року площа села становила 590,00 км². Станом на 31 березня 2017 населення села становило 2725 осіб.